# Adenomera saci
Espèce
Adenomera saci est une espèce d'amphibiens de la famille des Leptodactylidae.

## Répartition
Cette espèce est endémique du Brésil. Elle se rencontre dans les États du Mato Grosso, du Mato Grosso do Sul, du Goiás, du Tocantins et du Maranhão.

## Publication originale
- Carvalho & Giaretta, 2013 : Taxonomic circumscription of Adenomera martinezi (Bokermann, 1956) (Anura: Leptodactylidae: Leptodactylinae) with the recognition of a new cryptic taxon through a bioacoustic approach. Zootaxa, no 3701, p. 207–237.